# Philippinische Badmintonmeisterschaft 1958
Die Philippinische Badmintonmeisterschaft 1958 fand in Manila statt. Es war die zehnte Austragung der nationalen Titelkämpfe der Philippinen im Badminton.

## Titelträger
| Disziplin    | Sieger                 |
| ------------ | ---------------------- |
| Herreneinzel | Adriano Torres         |
| Dameneinzel  | nicht ausgetragen      |
| Herrendoppel | Sy Khim Piao Simon Haw |
| Damendoppel  | nicht ausgetragen      |
| Mixed        | nicht ausgetragen      |